# Český lev 1997
Český lev 1997 je 5. ročník výročních cen České filmové a televizní akademie Český lev.
| Cena                                     | Jméno                      | Film                         |
| ---------------------------------------- | -------------------------- | ---------------------------- |
| Nejlepší film                            | —                          | Knoflíkáři                   |
| Nejlepší režie                           | Petr Zelenka               | Knoflíkáři                   |
| Nejlepší hlavní ženský herecký výkon     | Lenka Vlasáková            | Lea                          |
| Nejlepší vedlejší ženský herecký výkon   | Klára Issová               | Nejasná zpráva o konci světa |
| Nejlepší hlavní mužský herecký výkon     | Jiří Schmitzer             | Bumerang                     |
| Nejlepší vedlejší mužský herecký výkon   | Jiří Kodet                 | Knoflíkáři                   |
| Nejlepší scénář                          | Petr Zelenka               | Knoflíkáři                   |
| Nejlepší kamera                          | Vladimír Smutný            | Lea                          |
| Nejlepší hudba                           | Ondřej Soukup, Jan Jirásek | Nejasná zpráva o konci světa |
| Nejlepší střih                           | Luděk Hudec                | Nejasná zpráva o konci světa |
| Nejlepší zvuk                            | Michal Houdek              | Nejasná zpráva o konci světa |
| Nejlepší výtvarný počin                  | Vladimír Labský            | Cesta pustým lesem           |
| Dlouholetý umělecký přínos českému filmu | Miloš Forman               | —                            |
| Nejlepší zahraniční film                 | —                          | Prolomit vlny                |
| Divácky nejúspěšnější film               | —                          | Muži v černém                |
| Plyšový lev                              | —                          | —                            |
| Cena čtenářů časopisu Cinema             | —                          | Báječná léta pod psa         |
| Cena filmových kritiků                   | —                          | Knoflíkáři                   |